# Rezolucja Rady Bezpieczeństwa ONZ nr 1686
Rezolucja Rady Bezpieczeństwa ONZ nr 1686 została uchwalona 15 czerwca 2006 podczas 5461. posiedzenia Rady.
Rezolucja przedłużyła mandat Międzynarodowej Niezależnej Komisji Śledczej, powołanej do zbadania okoliczności zabójstwa byłego premiera Libanu, Rafika al-Haririego, do 15 czerwca 2007.